# Ouardia Hamtouche
Ouardia Hamtouche (en arabe : وردية حمتوش), née Ouardia Annab le 18 février 1930 à Alger et morte le 2 janvier 1991 à Épernay, est une comédienne algérienne,. Elle est la grand mère maternelle du rappeur franco-algérien Karim Zenoud, connu sous le nom de scène de Lacrim.

## Biographie
Ouardia Hamtouche naît en 1930 à Alger dans une famille kabyle originaire de Akbou, Bejaia.
Mariée très jeune, à l'âge de 15 ans elle commence à travailler comme femme de ménage à l’hôpital Mustapha Pacha d'Alger tout en suivant des études. Sa carrière d'artiste commence quand elle participe aux émissions radiophoniques, tout en continuant son travail de femme de ménage à l’hôpital durant la nuit.
Quelques années après, elle joue dans des comédies en interprétant divers rôles pour la télévision, le théâtre et cinéma dans les grands films populaires des années 80-90 algériens, tels que tels que Leïla et les Autres de Sid Ali Mazif (1977), Hassan Niya de Ghaouti Bendedouche avec Rouiched (1982), De Hollywood à Tamanrasset de Mahmoud Zemmouri (1991), classique de la comédie algérienne réunissant toute la fine fleur des acteurs de l'époque, Le Mariage Des Dupes de Hadj Rahim, aux côtés de Mustapha El Anka, Taxi El Makhfi (Le Clandestin) avec Athmane Ariouet et Yahia Benmabrouk ou encore Sombrero de Rabah Bouberras, et bien d'autres.
Son talent s'exportera dans des productions françaises dont Nuit d'Ivresse de Bernard Nauer, aux côtés de Josiane Balasko, Thierry Lhermitte, Michel Blanc, Les Folles Années Du Twist de Mahmoud Zemmouri, avec Malik Lakhdar-Hamina, Jacques Villeret, Richard Bohringer...
Devenue très vite un visage populaire, Ouardia Hamtouche a su conquérir le public par son apparence simple et naturelle de « mamma algérienne » qui la rendait si proche du public avec son humour satirique à l'instar d'un Rachid Ksentini, ou Mohamed Touri.
Elle meurt le 2 janvier 1991 victime d'une crise cardiaque dans un train, alors qu'elle rendait visite a sa fille à Metz (France),. En 2012, un hommage lui est consacré pendant deux jours à salle de cinéma El Mouggar à Alger, où sont projetés des films dans lesquels elle joue.

## Filmographie
- 1977 : Leïla et les Autres : La femme du bus
- 1982 : Hassan Taxi
- 1983 : Une Femme Pour Mon Fils
- 1986 : Les Folles Années Du Twist
- 1986 : Sombrero
- 1986 : Nuit d'Ivresse : La mère du patron
- 1989 : Le Clandestin : El Haja
- 1989 : La Citadelle (El Kalaa) : Zoubida
- 1989 : Hassan Niya
- 1991 : De Hollywood à Tamanrasset : Sue Ellen